# Sven Nylander
Sven Nylander (Suecia, 1 de enero de 1962) es un atleta sueco retirado especializado en la prueba de 400 m vallas, en la que ha conseguido ser subcampeón europeo en 1994.

## Carrera deportiva
En el Campeonato Europeo de Atletismo de 1994 ganó la medalla de plata en los 400 m vallas, con un tiempo de 48.22 segundos, llegando a meta tras el ucraniano Oleg Tverdokhleb y por delante del francés Stéphane Diagana (bronce con 48.23 segundos).